# Vibrantz Technologies
Vibrantz Technologies Corporation (ehemals Ferro Corporation) ist ein US-amerikanischer Hersteller von Beschichtungschemie. Das Unternehmen wurde 1919 von Harry Cushman, Raymond Williams, und Henry Luebbert in Cleveland gegründet. Ferro konzentrierte sich damals auf industrielle Emaille-Anwendungen für die Keramikbeschichtung. Heute werden neben Keramikbeschichtungen vor allem Glasbeschichtungen und Beschichtungsmaterialien für die Elektroindustrie hergestellt. Vom heutigen Hauptsitz in Mayfield Heights werden 40 Betriebsstandorte weltweit geleitet, darunter auch die deutsche Tochter Ferro GmbH in Frankfurt/Main, die 2001 durch die Übernahme ehemaliger Degussa-Unternehmensteile zu Ferro kam.
Am 9. September 2021 wurde bekannt, dass die Aktionäre von Ferro einer Übernahme durch die Prince International Corporation zugestimmt haben. Das Unternehmen wird nach der Übernahme und dem gleichzeitigen Zusammenschluss mit Chromaflo Technologies in Vibrantz Technologies umbenannt.